# Ridderorden en onderscheidingen in Saksen-Altenburg
Het hertogdom Saksen-Altenburg was een van de Saksische hertogdommen die door leden van de Ernestijnse linie van het Huis Wettin werden bestuurd. Het latere koninkrijk Saksen viel in de erfscheiding van 1485 aan de Albertijnse linie van datzelfde vorstengeslacht toe. Saksen-Altenburg was tot 1918 een hertogdom en werd na de val van de monarchieën in Duitsland kortstondig een vrijstaat binnen de Duitse republiek. In 1920 werd Saksen-Coburg und Gotha deel van Beieren terwijl Saksen-Altenburg, Saksen-Weimar, Schwarzburg-Sondershausen, Saksen-Meiningen en de beide vorstendommen van het geslacht Reuß deel gingen uitmaken van de nieuwe vrijstaat Thüringen. Het Ernestijnse hertogdom Saksen-Coburg en Gotha werd deel van Beieren.
De Ernestijnse vorsten bezaten gezamenlijk een ridderorde, deze hertogelijk Saksisch-Ernestijnse Huisorde (Duits: Herzöglich Sachsen-Ernestinischer Hausorden) werd in 1833 mede door Frederik van Saksen-Altenburg  ingesteld en bestond in ieder geval tot 1935. De door de hertog van Saksen-Altenburg verleenden kruisen bezitten op de bovenste kruisarm de initiaal "F". De versierselen werden aan ingezetenen mèt en aan vreemdelingen zonder een brede groen geëmailleerde lauwerkrans rond het medaillon uitgereikt. De orde droeg de naam "Huisorde" maar werd ook als moderne orde van verdienste gebruikt.
De hertogen van Saksen Altenburg hebben geen gebruik gemaakt van hun recht om medailles van verdienste verbonden aan de hertogelijk Saksisch-Ernestijnse Huisorde met hun portret uit te reiken. In plaats daarvan lieten zij eigen medailles slaan.
In 1935 verbood Adolf Hitler Duitsers om de orden van de voormalige Duitse vorsten en vorstenhuizen aan te nemen. Deze beslissing wordt in de literatuur als het einde van de Saksisch-Ernestijnse Huisorde beschouwd maar de orde werd net als de andere orden die het bezit van de vorsten en hun opvolgers zijn niet formeel opgeheven. In de Bondsrepubliek geldt het nazi-verbod niet en de Ernestijnse prinsen dragen op recente foto's het purperen lint met de blauwe bies. 
- De Saksisch-Ernestijnse Huisorde 1833 - 1935 De door de hertog van Saksen-Altenburg verleende kruisen droegen een gouden "F" op de bovenste kruisarm.
- Het Prinsessenkruis van de Saksisch-Ernestijnse Huisorde 1868
- De Hertog Ernst-medaille 1906
- De Dapperheidsmedaille 1915
- De Herinneringsmedaille voor Hulp tijdens de Slotbrand van 1864
- De Oorlogsherdenkingsmunt 1814/1815
- De Herinneringsmedaille aan het Vijftigjarig Bestaan van het Hertogdom 1876
- De Herinneringsmedaille aan de hulpverlening tijdens de overstromingen in het Saalegebied 1890
- De Medaille ter gelegenheid van het Vijftigjarig Jubileum in 1903 1903
- De Medaille voor het Redden van Levens 1882
- De Medaille voor Kunst en Wetenschap 1875
- Het Ereteken voor Dienstboden voor Langjarige Trouwe Dienstuitoefening 1866
- De Civiele Dienstonderscheiding 1913-1918
- Het Ereteken voor Leden van de Brandweren (een Schnalle) 1900
- Het Herinneringsteken voor Veteranen  1863
- De Herinneringsmedaille aan de Veldtocht van 1849  1849
- De Herinneringsmedaille aan de Veldtocht van 1870/71 1871
- De Dienstonderscheiding (een Schnalle) 1836-1913
- Het Dienstonderscheidingskruis voor 25 Dienstjaren 1853-1867

In 1913 kwam in de drie Ernestijnse hertogdommen een einde aan de eigen diensteonderscheidingen. De hertogen van Saksen-Altenburg, Saksen-Coburg en Gotha en Saksen-Meiningen stichtten als vervanging van de verschillende "Schnallen" een nieuwe onderscheiding in de vorm van een kruis dat sterk leek op de dienstonderscheiding van Pruisen. Voor onderofficieren en manschappen uit de drie hertogdommen was een nieuwe medaille voorzien. Hun onderdanen dienden in Pruisische regimenten en in de Keizerlijke Marine.
- De Gemeenschappelijke Dienstonderscheiding voor Onderofficieren en Manschappen alsook het Gendarmenkorps. 1913-1918